# 문상

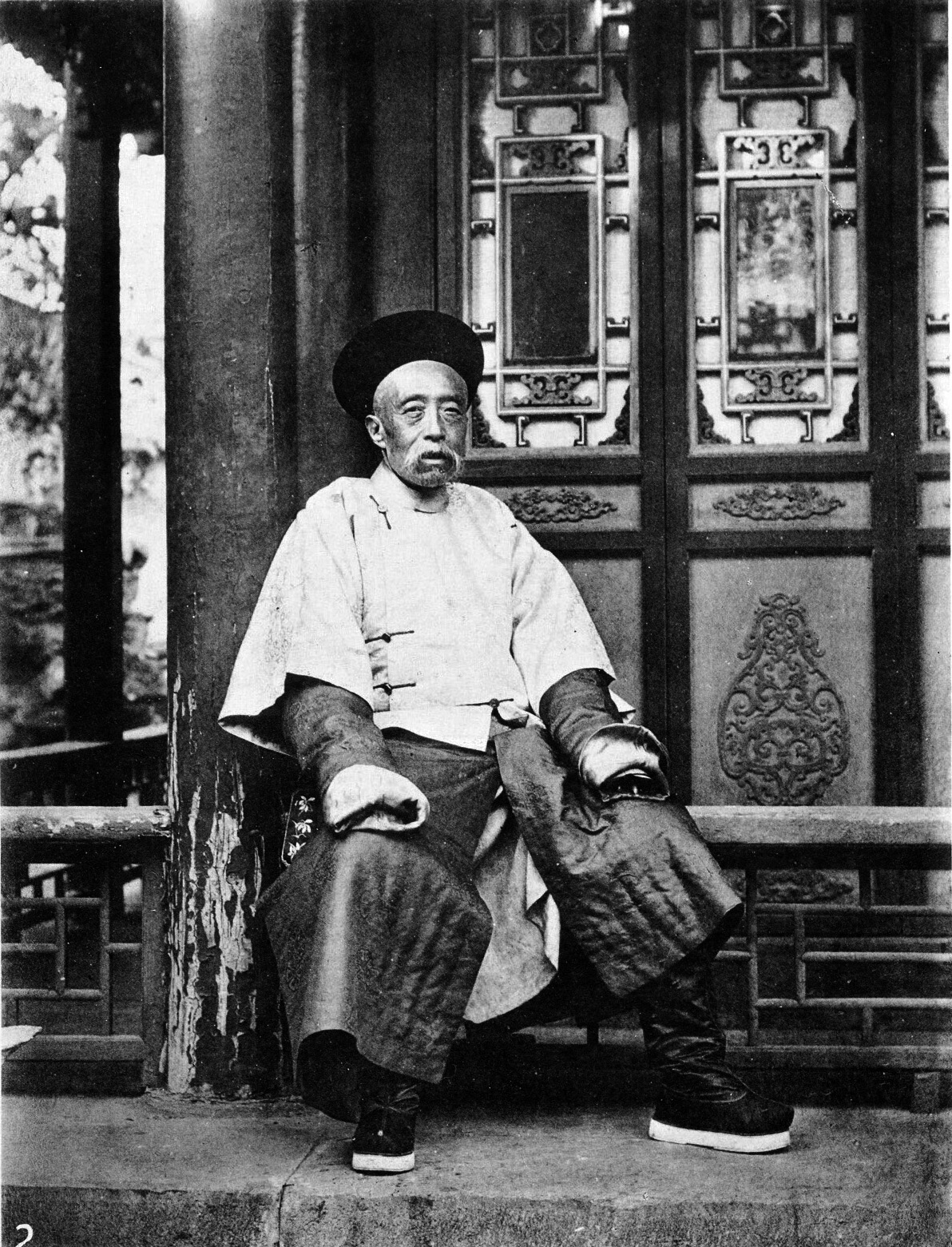
문상

문상(중국어 정체자: 文祥, 병음: wensiyang, 만주어: ᠸᡝᠨᠰᡞᠶᠠᠩ, 1818년 - 1876년)는 청나라 말기의 정치가로 양무운동을 추진했던 인물 중의 하나이다. 자는 박천(博川), 호는 자산(子山)이다. 성경(현재의 심양) 출신으로 만주 양황기의 씨족 구왈기야 할라(gūwalgiya hala, 瓜爾佳氏) 출신의 정홍기 기인이다. 동족으로는 영록이 있다.

## 생애
1845년(도광 25년), 진사가 되어 공부(工部)에 배속되었다. 태평천국 북벌 시 베이징 일대의 장인들이 도망가는 바람에 임시보안소의 설립에 파견되었다. 1854년(함풍 4년)에 공부 원외랑(員外郎), 1855년에는 낭중(郎中)으로 승진했다. 이어 1858년에는 내각학사, 1859년에는 군기대신으로 승진했다.
제2차 아편전쟁의 전란 중에 함풍제가 열하로 피신한 후 계량(桂良)과 공친왕 혁흔을 도와 각국과 협상을 벌였다. 전후 총리각국사무아문 설립을 제안했고, 그곳에 몸을 담았다. 1861년, 숙순이 신유정변으로 처형된 이후 동태후와 서태후의 수렴청정을 위해 상주했기 때문에 중용되었고, 죽기 전까지 군기대신과 총리아문 대신으로 있었다.
그는 도찰원 좌도어사, 공부상서, 이부상서, 협변대학사 등도 겸직했다. 그 사이 양무운동을 추진하고, 서양 국가들과의 외교에서 중요한 역할을 했다. 1874년(동치 13년)에서 1875년(광서 원년)의 해방, 새방 논쟁에서는 좌종당을 지지했다. 근면하고 청렴한 인물로, 매우 검소한 생활을 했다.
사후 문충(文忠)의 시호가 주어졌다.

## 같이 보기
- 구왈갸 오보이
- 야쿱 벡의 난
- 양무운동